# Две победи
„Две победи“ е български игрален филм (комедия) от 1956 година на режисьора Борислав Шаралиев, по сценарий на Анжел Вагенщайн, Христо Ганев и Веселин Ханчев. Оператор е Георги Георгиев. Музиката във филма е композирана от Емил Георгиев и Петър Ступел.

## Състав

### Актьорски състав
| Роля                    | Изпълнител                                          |
| ----------------------- | --------------------------------------------------- |
| Гроздю                  | Заслужил артист Никола Попов                        |
| Пейков                  | Асен Миланов                                        |
| Пейчева                 | Николина Лекова                                     |
| Калпазанов              | Пенчо Петров                                        |
| Старчето                | Георги Асенов                                       |
| Пипев                   | Андрей Чапразов                                     |
| Гуляшки                 | Трифон Джонев                                       |
| Бай Колю                | Христо Динев                                        |
| Агрономът               | Емил Стефанов                                       |
| Хасан                   | Енчо Тагаров                                        |
| Керим                   | Стефан Гецов                                        |
| Никифор Гугов           | Александър Благоев (като Алекс. Благоев)            |
| Ламби Бушона            | Рангел Вълчанов                                     |
| Бай Коце                | Велико Росенски                                     |
|                         | В епизодите                                         |
|                         | Стефан Петров (като Ст. Петров)                     |
|                         | Борислав Иванов (като Б. Иванов)                    |
|                         | Ат. Христов                                         |
| журналист               | Георги Калоянчев (като Г. Калоянчев)                |
| селянка от ТКЗС-то      | Кунка Баева (като К. Баева)                         |
|                         | Ани Дамянова (като А. Дамянова)                     |
|                         | Владимир Балабанов (като Вл. Балабанов)             |
| музикант                | Димитър Бочев (като Д. Бочев)                       |
|                         | Никола Кръстев (като Н. Кръстев)                    |
|                         | Д. Александрийски                                   |
|                         | Атанас Илков (като Ат. Илков)                       |
| кларинетист             | Константин Коцев (като К. Коцев)                    |
| изпращачка на жп гарата | Милка Янакиева (не е посочена в надписите на филма) |

Във филма участват кооператори от село Челопеч, Пирдопско, и др.

### Технически екип
| Сценарий            | Анжел Вагенщайн Веселин Ханчев Христо Ганев                                            |
| Режисьор            | Първи режисьор: Борислав Шаралиев Втори режисьор: Рангел Вълчанов                      |
| Оператор            | Георги Георгиев                                                                        |
| Художници           | Георги Попов Петър Николов Асен Грозев                                                 |
| Музика              | Емил Георгиев Петър Ступел                                                             |
| Звукооператор       | Георги Кръстев                                                                         |
| Комбинирани снимки: | Оператор: Симеон Симеонов Художник: Стоян Кьосовски Художник-декоратор: Богдана Чипева |
| Асистент-режисьор   | Зако Хеския (като Исак Хеския)                                                         |
| Асистент-оператори  | Емануил Пангелов Георги Славчев                                                        |
| Монтаж              | Донка Димчева                                                                          |
| Костюми             | Ато Зайднер Виолета Йончева                                                            |
| Архитект            | Цветана Керелова                                                                       |
| Грим                | Мария Търкаланова                                                                      |
| Директор            | Димитър Гьошев                                                                         |
| Музиката изпълнява  | Оркестърът при управление на кинематографията                                          |
| Диригенти           | Васил Стефанов Емил Георгиев                                                           |
| Производство        | Студия за игрални филми „София“ /Copyright © 1956/                                     |
| Разпространител     | Българска национална филмотека Национален филмов център                                |